# Vriesea lyman-smithii
Vriesea lyman-smithii là một loài thực vật có hoa trong họ Bromeliaceae. Loài này được Utley miêu tả khoa học đầu tiên năm 1983.